# Nemaspela sokolovi
Nemaspela sokolovi is een hooiwagen uit de familie aardhooiwagens (Nemastomatidae).